# Seyyed Hasán Modarrés
Seyyed Hasán Modarrés (c. 1870–Kashmar, 1 de diciembre de 1937) fue un ulema duodecimano y político iraní, destacado promotor de la Revolución constitucional iraní de 1905 a 1911 y el principal ayatolá opuesto al gobierno de Reza Shah. Fue uno de los fundadores, junto a Abdolhosein Teymurtash, del Partido Reformista (حزب اصلاح‌طلب, hezb-e eslâhtalab) en su segundo mandato como diputado, durante la cuarta legislatura de la Asamblea de Consulta Nacional de Irán (1921-1923). Ha sido calificado como «valiente e incorruptible» y como «quizá el mulá más ferviente en el apoyo a un gobierno auténticamente constitucional»

## Biografía

### Primeros años y formación
Seyyed Hasán Modarrés nació en 1287 h. (1870-1871 d. C.) en Sarabé, localidad de la región ispahaní de Ardestán, en Irán.

A los seis años de edad, su familia se trasladó en la misma provincia a la localidad de Qomshé (hoy Shahrezá), donde comenzó a ser instruido por su abuelo Mir Abdolbaqí. Cuando este murió, el joven Hasán —con 16 años de edad— se mudó a Ispahán para continuar una formación religiosa como discípulo de Sheij Mortezá Rizí, Yahangir Jan Qashqaí. 
Después de Ispahán, prosiguió sus estudios en Irak, primero en Samarra y luego en Nayaf bajo la dirección de grandes clérigos como Mirza-ye Shirazí, Ajund Jorasaní y Seyyed Mohammad Kazem Yazdí hasta alcanzar el grado de iŷtihad, tras lo que regresó a Ispahán y se ocupó como profesor de Fiqh y Osul-e din en una madraza—a lo que debe su nombre de Modarrés, «enseñante»—.

### Actividad política
Seyyed Hasán Modarrés dio sus primeros pasos en política en Ispahán como miembro de la Asociación Sagrada Nacional, fundada como órgano de administración de la ciudad tras la expulsión del gobernador Zell os-Soltán en la Revolución constitucional de 1905-1911. Con la constitución de la segunda Asamblea de Consulta Nacional—que, tras imponerse al monarca reaccionario Mohammad Alí Shah Qayar, había entronizado al joven Ahmad Shah Qayar—, los ulemas iraníes de Nayaf Ajund Jorasaní y Abdollah Mazandaraní designaron al ispahaní Nurollah Nayafí para enviarlo a Teherán como supervisor del carácter islámico de las leyes, y Nayafí delegó sus funciones en Modarrés. En ese cargo, se opuso de manera vehemente al derecho al voto de las mujeres alegando que, en el islam, las mujeres estaban bajo tutela masculina.
En 1914 fue elegido por primera vez como diputado por la circunscripción de Teherán en la tercera legislatura del parlamento, interrumpida por el estallido de la Primera Guerra Mundial y la invasión del territorio de Irán, que se había declarado neutral, por fuerzas británicas, rusas y otomanas.
En 1916 fundó junto se trasladó junto a otros 27 políticos a la ciudad de Qom y allí fundaron un «Comité de Defensa Nacional» con una junta directiva de cuatro personas, entre ellas Modarrés. Perseguido por el ejército ruso, el comité huyó a Estambul donde, presididos por Hosein Qolí Nezam os-Saltané, formaron un gobierno en el exilio opuesto al que en Teherán colaboraba con las fuerzas aliadas ocupantes, del que Modarrés era el ministro de Justicia y Ouqaf.
De regreso a Irán, Modarrés prosiguió con la oposición a la presencia del imperio británico en Irán. Fue uno de los principales oponentes al proyecto de acuerdo anglo-iraní de 1919, diseñado por el marqués y secretario británico de Asuntos Exteriores Lord Curzon y aceptado por el gobierno de Vosuq od-Doulé y que fijaba para Irán, en la práctica, condiciones de protectorado. La oposición popular y de figuras como Modarrés impidió su ratificación por el parlamento y provocó la caída del gobierno.
A principios de 1921, Modarrés fue elegido como diputado por la circunscripción de Teherán y se opuso al golpe de Estado de Reza Jan y Seyyed Ziaoddín Tabatabaí del 22 de febrero de 1921, por lo que fue desterrado a Qazvín y encarcelado allí hasta la deposición de Seyyed Ziá, tres meses después. Reintegrado a su cargo, siguió oponiéndose —al principio con éxito— al derrocamiento de la dinastía Qayar y de la monarquía iraní por el primer ministro Reza Jan como vicepresidente del parlamento y líder de la grupo mayoritario. En la quinta legislatura (1924-1926) fue reelegido y dirigió la minoría hasta la disolución del parlamento por Reza Jan, una vez que este logró deponer a Ahmad Shah y coronarse como Reza Shah. Unos meses antes, el 29 de agosto de 1925, Modarrés había presentado junto a otros cinco diputados una moción de destitución contra Reza Jan por atentar contra la constitución, que fracasó entre vivas por parte de asistentes civiles y gritos de «¡muera Modarrés!» por parte de militares presentes.
En 1926 sufrió un atentado del que salió ileso y, a principios de 1927, mandó un telegrama de apoyo al levantamiento de Nurollah Nayafí Esfahaní en Qom. Entre 1926 y 1928 fue de nuevo diputado y continuó oponiéndose al gobierno de Reza Shah, pero en las elecciones de la séptima legislatura, entre sospechas de fraude, no accedió al parlamento. Tras unos días confinado en arresto domiciliario, el 8 de octubre de 1928 fue arrestado y desterrado a Damghán, a Mashhad y, tras un intento de regicidio en noviembre, a Jaf (en Jorasán), donde pasó 7 años bajo vigilancia. El 14 de octubre de 1937 fue trasladado a Torshiz (la actual Kashmar, en la misma provincia) con orden del sah de ejecutarlo. Al no acatar la orden el jefe de la policía local, el gobierno envió tres agentes especiales que lo mataron el día 1 de diciembre (coincidente con el 27 de ramadán).

## Consideración en el Irán actual
La labor de oposición al gobierno de Reza Shah y su asesinato en prisión ha valido a Modarrés en Irán la consideración de mártir entre sus partidarios, y que después de la revolución islámica de 1979 se declarase el día de su muerte —el 10 de azar en el calendario persa—, como «Día del Parlamento». Los islamistas modernos lo consideran como uno de sus pioneros.
Ruhollah Jomeini, dirigente de la revolución iraní de 1979 y líder supremo de Irán entre esta revolución y su fallecimiento en 1989, fue discípulo de Modarrés.
La efigie de Modarrés aparece en el anverso de los billetes de 100 riales.